# Lékana
Lékana  é uma cidade na região do Plateaux da República do Congo.